# Hans Andersson (vänsterpartist)
Hans Torsten Andersson, född 23 april 1945 i Sankt Görans församling i Stockholm, död 17 juli 2008 i Grangärde församling i Dalarnas län, var en svensk politiker (vänsterpartist), som var riksdagsledamot 1992–2002 för Dalarnas läns valkrets. I riksdagen var han suppleant i arbetsmarknadsutskottet 1992–1994, ledamot 1994–2002 och vice ordförande där 1998–2002 samt var ledamot i utrikesutskottet 1996–1998.

## Biografi
Hans Andersson växte upp i Stockholm och tog studenten vid Kungsholms läroverk. Efter studier i religionshistoria, praktisk och teoretisk filosofi vid Stockholms universitet blev han lärare i teoretisk filosofi under några år. 1970 flyttade han med familjen till Stensbo utanför Ludvika. Han utbildade sig till plåtslagare och anställdes vid transformatorverkstaden på ASEA 1974.
År 1977 valdes han till metallklubbens ordförande i Ludvika, en post han behöll i tio år till 1987. Under tiden på ASEA/ABB var Andersson ledamot för Vänsterpartiet i landstinget. Han var också aktiv i kampen mot Vietnamkriget, mot apartheid i Sydafrika och satt i Chilekommitténs nationella styrelse.

### Biståndsarbetare 1987–1991
År 1987 åkte Andersson till Nicaragua som volontär för UBV/Latinamerikagrupperna och arbetade i ett projekt kallat Equipo Logistico. Projektet tog under kriget i Nicaragua emot donationer från olika svenska solidaritetsorganisationer. Donationerna distribuerades sedan till olika icke-statliga organisationer (NGO-s) och till landets socialministerium. Containrarna innehöll skol- och sjukhusmaterial, kläder, tryckeriutrustning, plåt till skolor från Domnarvets Jernverk, med mera. Diakonia i Sverige packade och sände containrarna och Equipo Logistico med svenska volontärer på plats i Nicaragua tog emot. Detta arbete var Anderssons huvudsakliga uppgift under de fyra åren i Nicaragua. Samtidigt arbetade han också med projekt som drevs tillsammans svenska solidaritetsorganisationer och SIDA och med lokala folkliga organisationer som mottagare med allt från vattenledningar i olika ”barrios” (kvarter)  till sjukstugor och skolbyggen.

### Riksdagsledamot
Efter hemkomsten till Sverige blev Andersson riksdagsledamot för Vänsterpartiet, vilket han var 1992–2002. I riksdagen kom han att arbeta i Arbetsmarknadsutskottet där han också en period var förste vice ordförande. I slutet av 1990-talet och början av 2000-talet var han som nära medarbetare till Gudrun Schyman en central förhandlare mellan Vänsterpartiet och Socialdemokraterna i riksdagen.
Vid riksdagsvalet 2002 ställde han inte upp till omval, utan återvände till Stensbo utanför Ludvika. Fram till sin död 2008 deltog han aktivt i politiskt samhällsarbete bland annat som ledamot i Ansvarskommittén som leddes av Mats Svegfors.
Hans Andersson är gravsatt på Kungsholms kyrkogård i Stockholm.